# Götz von Houwald
Maximilian Otto Gustav Albrecht Hubert Wilhelm Götz-Dieter Freiherr von Houwald (* 13. Mai 1913 in Posen; † 16. August 2001 in Bonn-Bad Godesberg) war ein deutscher Diplomat, Ethnologe und Historiker.

## Leben
Götz-Dieter von Houwald wurde als Sohn des Albrecht Freiherr von Houwald und der Helene Gräfin von Carmer, Tochter der Anna von Niebelschütz und des Generalmajors Maximilian Graf Carmer, geboren. Sein Vater war Oberjustizrat, Mitglied des preußischen Heroldsamtes und Genealoge. Götz von Houwald wuchs in Berlin, Potsdam und auf dem Gut der Houwalds im Schloss Neuhaus in Steinkirchen (heute zu Lübben (Spreewald)) auf. 1934 machte er sein Abitur an der Paul-Gerhardt-Schule in Lübben. Dann studierte er Rechts- und Zeitungswissenschaften an der Friedrich-Wilhelms-Universität Berlin. Anschließend begann er den juristischen Vorbereitungsdienst. Er wurde Referendar in Strausberg und in Düsseldorf und noch zum Assessor ernannt, bevor er 1940 den Kriegsdienst bei der Luftwaffe antrat. 1941 fiel sein älterer Bruder, Major Wolf-Heinrich Freiherr von Houwald. 1944 geriet Götz-Dieter in Nordafrika in US-amerikanische und britische Gefangenschaft. Eine von ihm angezettelte Lagerrevolte und ein Fluchtversuch blieben erfolglos und brachten ihm eine verlängerte und verschärfte Haft.
Mitte 1948 kam er frei und arbeitete vorübergehend als Nachtportier in Frankfurt am Main. Nach kurzer journalistischer Tätigkeit trat er in den diplomatischen Dienst der Bundesrepublik Deutschland. 1952 wurde er Gesandtschaftsrat in Lima, Peru, 1961 kam er nach Dublin, Irland und 1966 wurde er Botschafter in Bangui, Zentralafrikanische Republik. 1954 erhielt er den Orden El Sol del Perú, 1961 das Offizierskreuz des argentinischen Orden de Mayo al Mérito und 1969 das Bundesverdienstkreuz 1. Klasse. Im selben Jahr wurde er Botschafter in Managua, Nicaragua. Er beschäftigte sich neben seinen diplomatischen Pflichten auch mit deutschen Einwanderern und den indianischen Einwohnern des Landes, besonders mit den Sumu-Indianern (auch Mayangna). Mit dem jungen Indianer Francisco Rener verband ihn eine lebenslange Freundschaft. Dieser beschaffte ihm oft Informationen und Beziehungen. 1975 in den Ruhestand versetzt, studierte Houwald Ethnologie und Hispanistik an der Universität Bonn. Dort promovierte er 1978 zu dem bis dahin ungedruckten Bericht Nicolás de Valenzuelas über die Eroberung des letzten unabhängigen Maya-Staates am Ende des 17. Jahrhunderts. Anschließend wendete er sich wieder den Indianern zu. Er wurde Historiker und Ethnograph Zentralamerikas, Lehrbeauftragter in den USA und trat für die indianische Kultur und die Indianerstämme Lateinamerikas ein. Bis zu seinem Lebensende blieb er Berater für Entwicklungshilfeprojekte und Nachwuchswissenschaftler, die in Nicaragua arbeiten wollten.

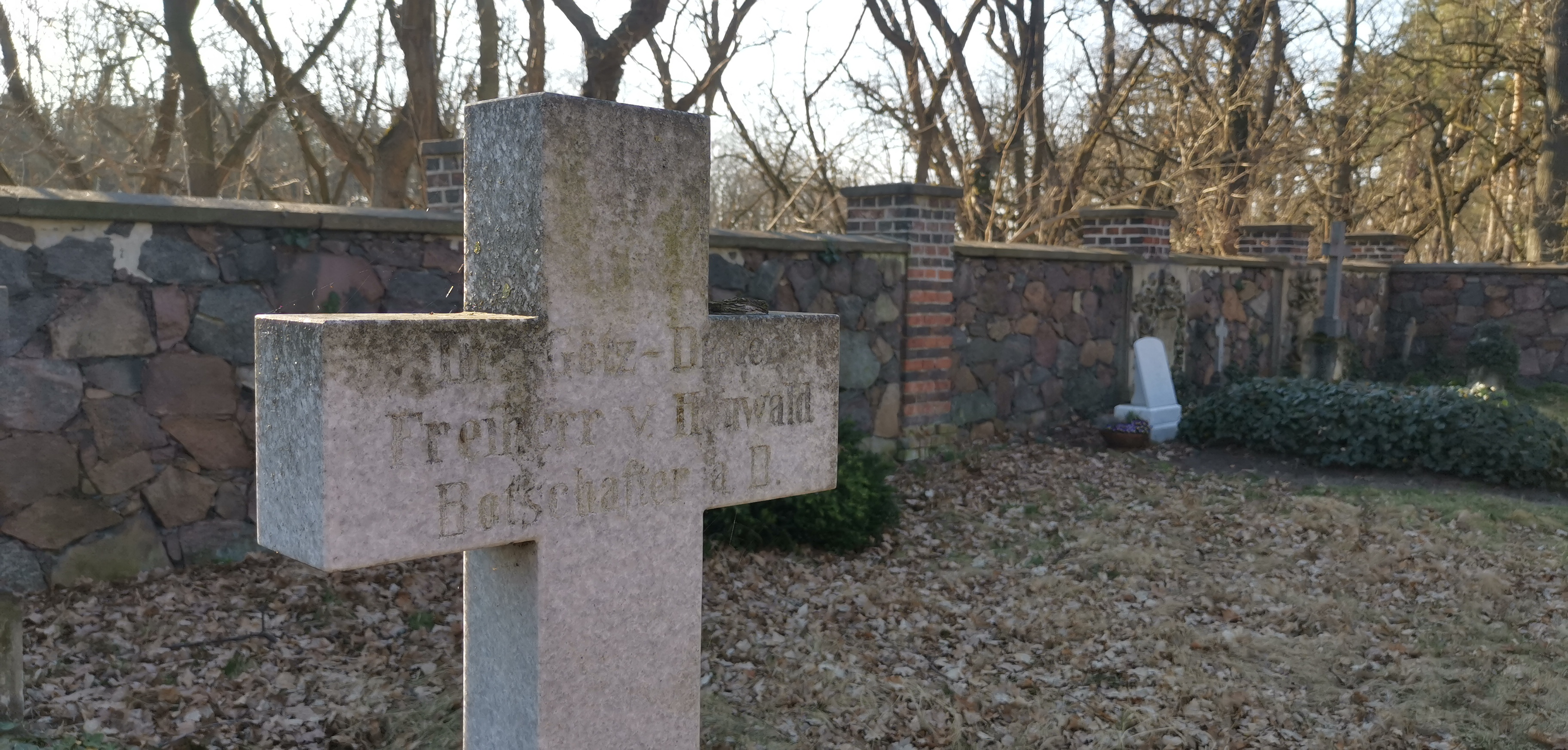
Grab von Götz von Houwald (Foto 2022)

Außerdem war Houwald Genealoge und Historiker der Niederlausitz. Beruhend auf Materialsammlungen seines Vaters verfasste er sieben Bände zu den Niederlausitzer Rittergütern. Daneben war er viele Jahre Vorsitzender des Houwaldschen Familienverbandes. Die Herausgabe der sieben Niederlausitzer Homagialbücher, der Register der geleisteten Lehnseide der Rittergutsbesitzer, von 1637 bis 1796 konnte er nicht mehr vollenden. Er erlag am 16. August 2001 einem Krebsleiden. Am 6. Oktober 2001 wurde seine Asche auf dem Familienfriedhof der Familie von Patow in Groß Jehser (Ortsteil von Calau) beigesetzt. Sein wissenschaftlicher Nachlass ging 2002 an das Stadt- und Regionalmuseum Lübben.

## Werke
- Beiträge zur Familiengeschichte der Grafen, Freiherren und Herren von Houwald. Selbstverlag, 8 Hefte (Buchformat), 1963–1983
- Los alemanes en Nicaragua (= Colección Cultural, Band 2). Banco de America, Managua 1975, 2. Auflage 1993; deutsch als: Deutsches Leben in Nicaragua. Auswanderer-Schicksale. Nicaragua-Gesellschaft, Bonn 1986, ISBN 3-925290-60-5
- Ahnen und Enkel des Johann Heinrich Casimir Graf v. Carmer. Königlich preußischer Justizminister und Großkanzler (1721–1801). Starke, Limburg/Lahn 1977
- Die Niederlausitzer Rittergüter und ihre Besitzer. Degener, Neustadt an der Aisch
  - Band 1 Kreis Spremberg. 1978, ISBN 3-7686-4082-5 (= Bibliothek familiengeschichtlicher Quellen, Band 22)
  - Band 2 Kreis Sorau. 1981, ISBN 3-7686-4094-9 (= Bibliothek familiengeschichtlicher Quellen, Band 26)
  - Band 3 Kreis Lübben. 1984, ISBN 3-7686-4109-0 (= Bibliothek familiengeschichtlicher Quellen, Band 32)
  - Band 4 Kreis Kalau, Teil 1. 1988, ISBN 3-7686-4120-1 (= Bibliothek familiengeschichtlicher Quellen, Band 34)
  - Band 4 Kreis Kalau, Teil 2. 1992, ISBN 3-7686-4130-9 (= Bibliothek familiengeschichtlicher Quellen, Band 35)
  - Band 5 Kreis Luckau. 1996, ISBN 3-7686-4145-7 (= Bibliothek familiengeschichtlicher Quellen, Band 37)
  - Band 6 Kreis Guben. 1999, ISBN 3-7686-4199-6 (= Bibliothek familiengeschichtlicher Quellen, Band 38)
  - Band 7 Kreis Kottbus. 2001, ISBN 3-7686-4206-2 (= Bibliothek familiengeschichtlicher Quellen, Band 39)
- Nicolás de Valenzuela: Conquista del Lacandón y conquista del Chol. Relación sobre la expedición de 1695 contra los Lacandones e Itzá según el "Manuscrito de Berlin" (= Bibliotheca Ibero-Americana, Band 28). Colloquium-Verlag, Berlin 1979, ISBN 3-7678-0485-9, zugleich Dissertation, Bonn 1978
- Diccionario Español-Sumu, Sumu-Español. Ministerio de Educación, [La Habana] 1980
- mit Francisco Rener: Mayangna yulnina kulna balna = Tradiciones orales de los indios Sumus = Mündliche Überlieferungen der Sumu-Indianer (= Bonner amerikanistische Studien, Band 11). Seminar für Völkerkunde, Bonn 1984, ISBN 3-86097-305-3
- Mayangna = Wir. Zur Geschichte der Sumu-Indianer in Mittelamerika (= Beiträge zur mittelamerikanischen Völkerkunde, Band 19). Renner, Hohenschäftlarn bei München 1990, ISBN 3-87673-134-8; spanisch als: Mayangna. Apuntes sobre la historia de los indígenas Sumu en Centroamérica. Fundación Vida, Managua 2003, ISBN 99924-53-15-X
- Eduard Conzemius (Autor), Götz Freiherr von Houwald (Hrsg.) und Berthold Riese (Hrsg.): Ortsnamenlexikon der Mosquito-Küste. Academia-Verlag, Sankt Augustin 1997, ISBN 3-88345-729-9

## Genealogie
- Hans Friedrich von Ehrenkrook, Elsa Freifrau von Bethmann, Friedrich Wilhelm Euler, Johann Georg von Rappard, Hans-Jürgen von Witzendorff et al.: Genealogisches Handbuch der Freiherrlichen Häuser. B (Briefadel). 1954. Band I, Band 7 der Gesamtreihe GHdA, Hrsg. Deutsches Adelsarchiv, C. A. Starke, Glücksburg/Ostsee 1954, S. 164–165.